# Líbano
Líbano là một khu tự quản thuộc tỉnh Tolima, Colombia. Thủ phủ của khu tự quản Líbano đóng tại Líbano Khu tự quản Líbano có diện tích 280 ki lô mét vuông. Đến thời điểm ngày 28 tháng 5 năm 2005, khu tự quản Líbano có dân số 39785 người.